# Rata crestada
La rata crestada (Lophiomys imhausi) és una espècie de rosegador de la família dels múrids. Viu a Djibouti, Eritrea, Etiòpia, Kenya, Somàlia, el Sudan, Tanzània i Uganda. Es tracta d'un animal nocturn que ocupa una gran varietat d'hàbitats, incloent-hi els boscos, els semideserts i les sabanes, ja siguin seques o humides. És una espècie en risc mínim, és a dir, no sembla que hi hagi cap amenaça significativa per a la seva supervivència.
L'espècie fou anomenada en honor d'un tal Sr. Imhaus d'Aden.